# Hallo Ü-Wagen

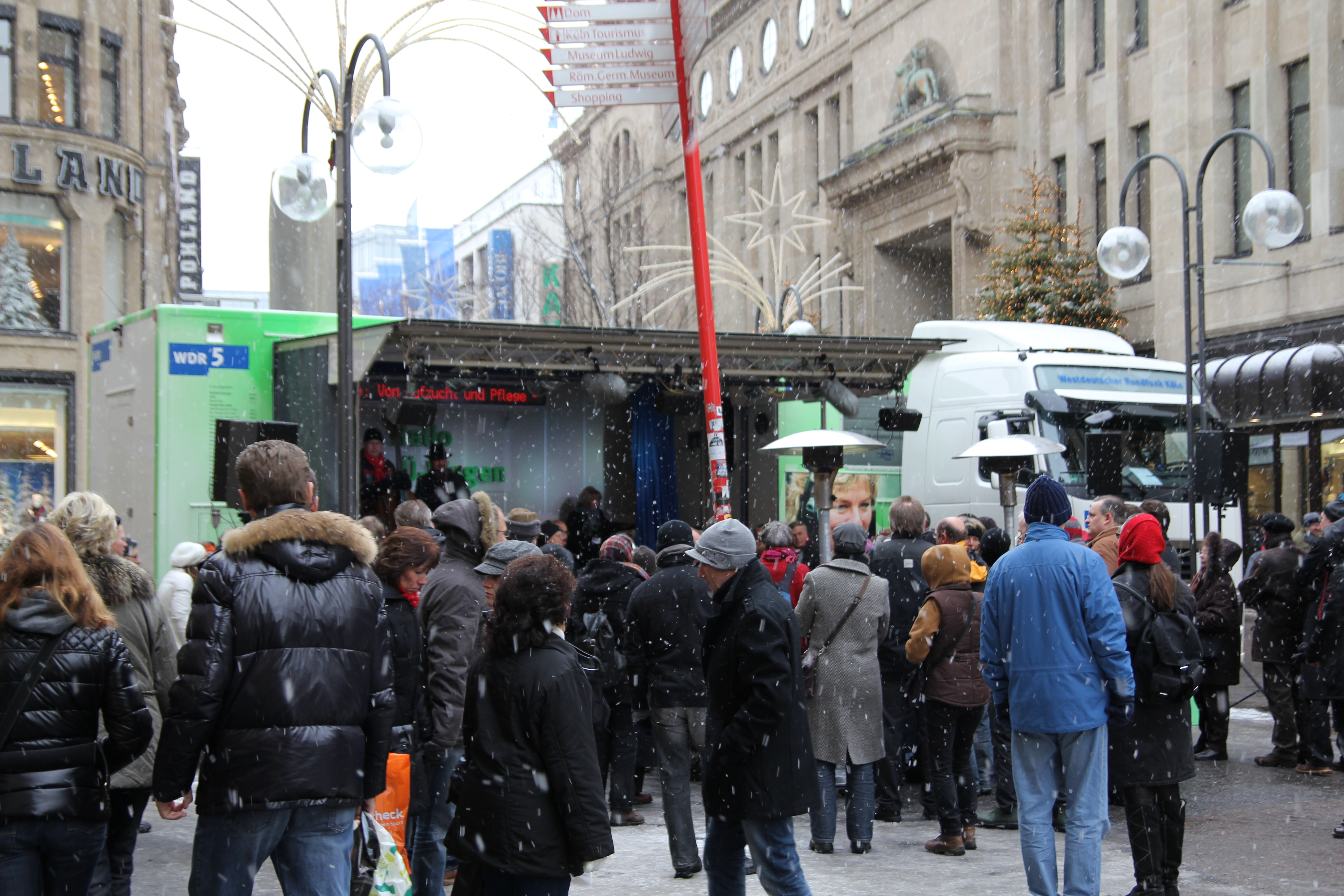
Letzte Sendung von Hallo Ü-Wagen am 18. Dezember 2010 in Köln

Hallo Ü-Wagen ist eine Hörfunksendung des Westdeutschen Rundfunks (WDR), die 1974 ins Programm genommen wurde und im wöchentlichen Turnus zuletzt samstags von 11:05 bis 13:00 Uhr auf WDR 5 gesendet wurde. Ende 2010 wurde die traditionsreiche Sendung im bis dato verwendeten Rhythmus eingestellt. Seitdem wird sie nur noch selten in Form von Extra-Ausgaben anlässlich besonderer Ereignisse ausgestrahlt. Eine Besonderheit stellte in den ersten Jahren des Bestehens der Sendung die offene Diskussion unter Einbeziehung des Publikums dar; auch die offene, teils volksnahe und nie belehrende Sprache sowie die Wahl der Themen galten als neu und unkonventionell. Bis dahin wurden in den Medien in der Regel nur Experten zu den Sendungsthemen befragt, und Einlassungen der Hörerschaft fanden nur äußerst selten und dann in Form der Verlesung von Hörerpost Eingang ins Programm.

## Geschichte

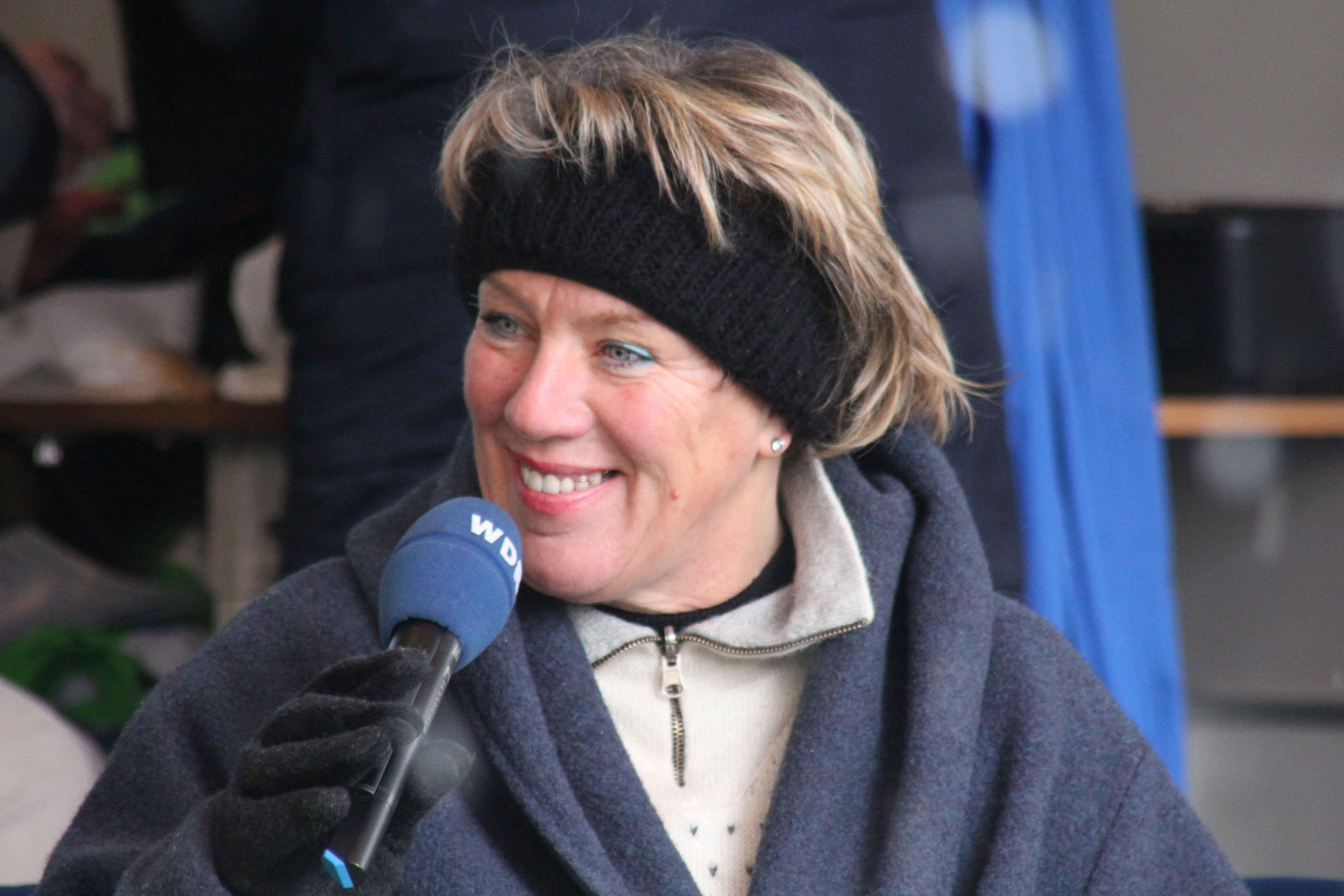
Julitta Münch

Erstmals ausgestrahlt wurde die Sendung am 5. Dezember 1974 und lief seitdem jeden Donnerstag zwischen 9:20 und 12:00 Uhr auf WDR 2. Seit Januar 1995 lief sie auf WDR 5, erst donnerstags zur gleichen Sendezeit, dann samstags von 11:05 bis 13:00 Uhr. Moderiert wurde Hallo Ü-Wagen bis Ende Dezember 1994 von Carmen Thomas. Darauf folgten Jan Seemann und im September 1997 Julitta Münch.
Die Sendung startete in der Zeit bis 1995 mit einer gekürzten Fassung des Musiktitels „Picasso summer“ von Michel Legrand (Schallplatte bell 2308 029) und endete mit dem als Backtimer genutzten Stück „Pelican dance“ von The Baronet (Schallplatte Bellaphon BF 18209).
Am 15. April 2010 bestätigte der WDR Gerüchte, dass die traditionsreiche Sendung zum Jahresende eingestellt werde. Der Kölner Sender teilte mit, dass Hallo Ü-Wagen nicht mehr zeitgemäß sei und die Hörerzahlen rückläufig seien. Die Produktionskosten seien im Vergleich zu ähnlichen Sendungen zu hoch. Die letzte Sendung fand am 18. Dezember 2010 statt. Am 17. März 2011 gab es anlässlich der japanischen Nuklearunfälle zum Thema Kernkraft erstmals eine als Extra-Sendung titulierte Ausgabe von Hallo Ü-Wagen.

## Konzept der Sendung

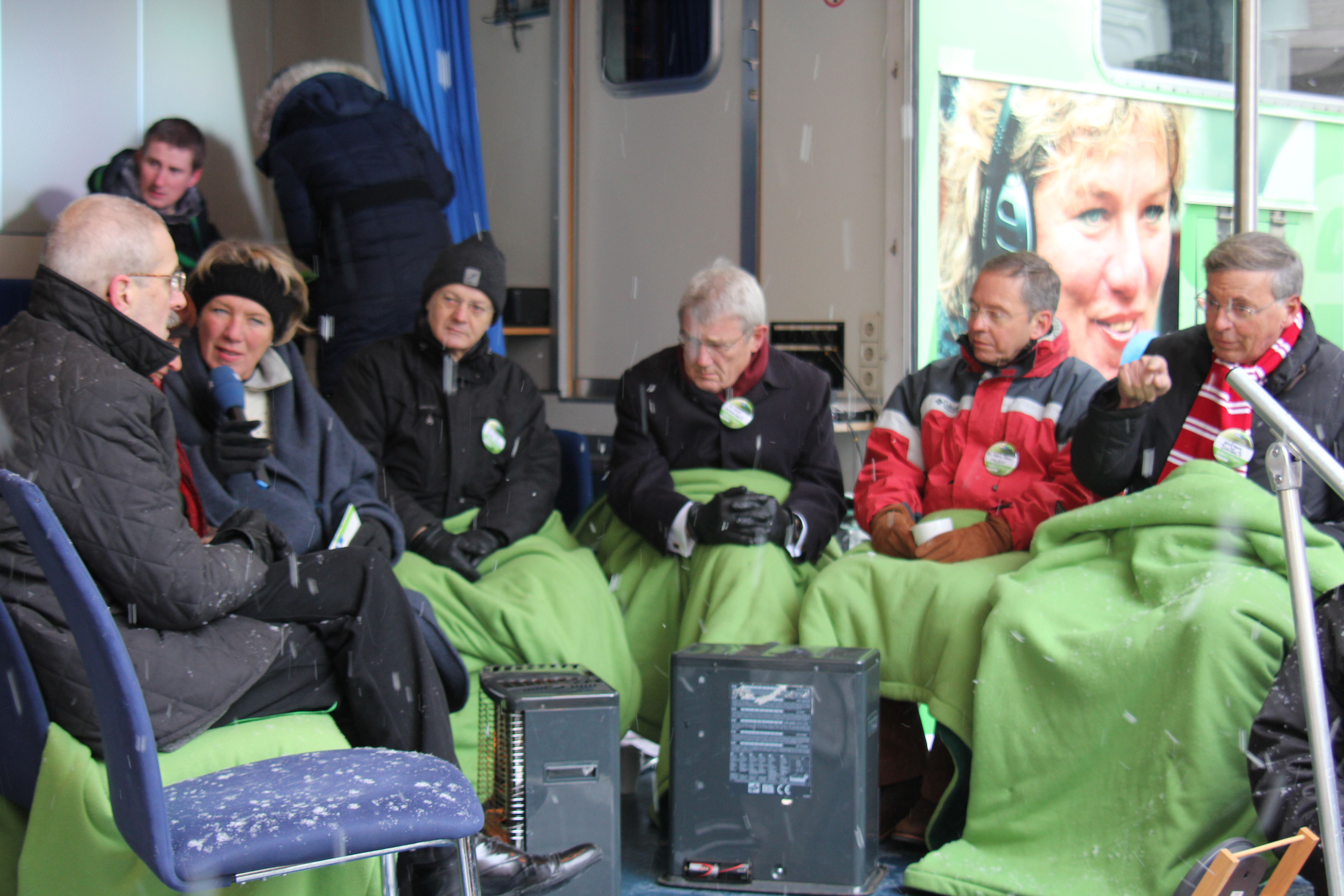
Gästerunde in der letzten Sendung

Ein Übertragungswagen (kurz Ü-Wagen) und ein Studiomobil mit dem Spitznamen Violetta (aufgrund seiner Farbe) des WDR fuhren an einen Platz in Nordrhein-Westfalen, meistens in einer Groß- oder Kleinstadt, und von dort wurde eine Sendung zu einem bestimmten Thema live ausgestrahlt. Die Themen wurden von der Redaktion nach Wünschen der Hörer ausgewählt. Es kam aber auch durchaus vor, dass das Thema einer Sendung auf Grund aktueller Ereignisse kurzfristig geändert wurde. Zu den Themen wurden Experten und betroffene Menschen eingeladen, die sich zum Teil selbst bei der Moderatorin oder der Redaktion meldeten. Redaktionell wurden Pro- und Contra-Fraktionen gebildet, um der Sendung einen Diskussionscharakter zu verleihen. Je nach Thema gehörten durchaus auch bekannte Personen des öffentlichen Lebens wie Schauspieler, Politiker oder Sportler zu den Teilnehmern.
Eröffnet wurde die Sendung früher mit dem unkommentierten Verlesen von Leserpost zu vorangegangenen Sendungen. Danach startete sie, indem die Moderatorin mit dem vor dem Ü-Wagen anwesenden Publikum über das aktuelle Thema ins Gespräch kam. Danach wurden die eingeladenen Experten und Bürger vorgestellt und befragt. Das Publikum wurde immer wieder in die Gespräche der Experten einbezogen und in einigen Sendungen war eine Beteiligung über Telefon möglich. Häufig wurden auch E-Mails von Hörern zum Thema verlesen. In den ersten Jahren wurden noch Hörergrüße verlesen, um das Hörerpublikum in das völlig neue Sendekonzept einzubeziehen und zur Teilnahme zu animieren.
Live-Musik war gelegentlich ein Bestandteil der Sendung. Unterbrochen wurde die Sendung immer zur vollen Stunde von den Nachrichten.
Der WDR-Moderator Jürgen Domian nannte Carmen Thomas’ journalistische Arbeit in Hallo Ü-Wagen als ein Vorbild für seine Live-Interviewsendung Domian.

## Weblinks

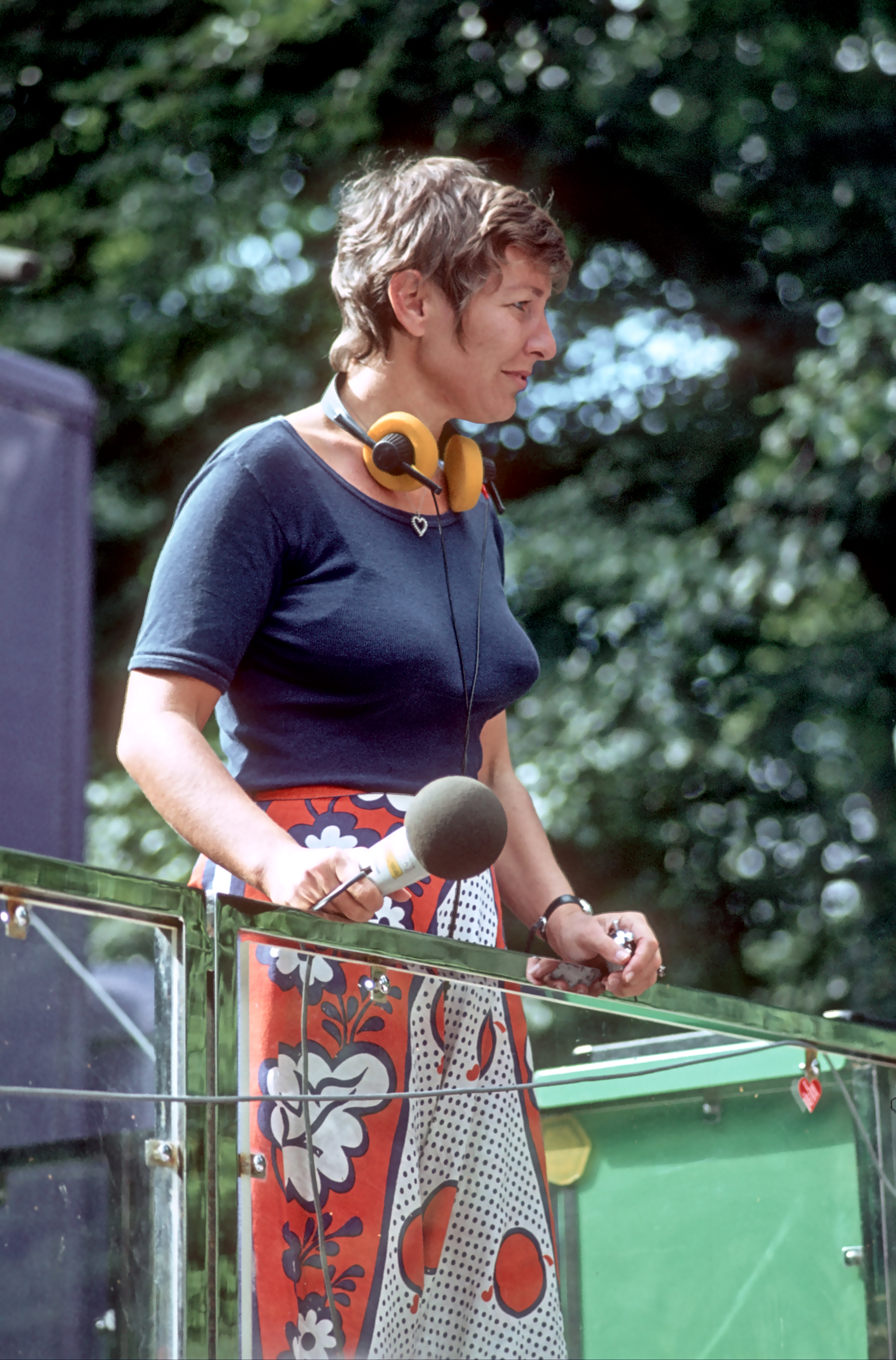
Carmen Thomas, Juli 1982